# Machaerium compressicaule
Machaerium compressicaule är en ärtväxtart som beskrevs av Adolpho Ducke. Machaerium compressicaule ingår i släktet Machaerium och familjen ärtväxter.

## Underarter
Arten delas in i följande underarter:
- M. c. compressicaule
- M. c. manaoense